# إيان برينان
إيان برينان (بالإنجليزية: Ian Brennan) هو منتج أفلام ومنتج تلفزيوني وكاتب وكاتب سيناريو ومخرج وممثل أمريكي، ولد في 1978 في الولايات المتحدة.

## وصلات خارجية
- إيان برينان على موقع IMDb (الإنجليزية)
- إيان برينان على موقع ألو سيني (الفرنسية)
- إيان برينان على موقع ميوزك برينز (الإنجليزية)
- إيان برينان على موقع أول موفي (الإنجليزية)
- إيان برينان على موقع قاعدة بيانات الفيلم (الإنجليزية)
- إيان برينان على موقع كينوبويسك (الروسية)